# NGC 693
NGC 693 est une galaxie lenticulaire située dans la constellation des Poissons. NGC 693 a été découverte par l'astronome germano-britannique William Herschel en 1790.

## Caractéristiques
NGC 693 présente une large raie HI. Elle renferme également des régions d'hydrogène ionisé.

### Distance
Sa vitesse par rapport au fond diffus cosmologique est de 1 278 ± 20 km/s, ce qui correspond à une distance de Hubble de 18,9 ± 1,4 Mpc (∼61,6 millions d'al). 
À ce jour, cinq mesures non basées sur le décalage vers le rouge (redshift) donnent une distance de 19,400 ± 1,378 Mpc (∼63,3 millions d'al), ce qui est à l'intérieur des valeurs de la distance de Hubble.

### Luminosité dans l'infrarouge
La luminosité de la galaxie de NGC 693 dans l'infrarouge lointain (de 40 à 400 µm) est égale à 7,24 × 109 {\displaystyle L_{\odot }} (109,86{\displaystyle L_{\odot }}) et sa luminosité totale dans l'infrarouge (de 8 à 1 000 µm) est de 9,12 × 109 {\displaystyle L_{\odot }} (109,96{\displaystyle L_{\odot }}).

## Groupe de NGC 676
NGC 693 fait partie du groupe de NGC 676 qui compte au moins trois galaxies. La troisième galaxie du groupe est NGC 718.